# Georges Lafaye
Georges Lafaye, né le 17 décembre 1854 à Aix-en-Provence et mort le 27 septembre 1927, est un professeur d'université et latiniste français. Il est le troisième enfant et fils cadet du philosophe et linguiste Benjamin Lafaye.

## Biographie
Georges Lafaye effectue ses études du secondaire au lycée Henri IV (1865-1873). Il intègre par la suite l’École Normale Supérieure (1874), dont il ressortira licencié ès lettres (1875). Il obtient l'agrégation de lettres en 1878.
La carrière académique de Georges Lafaye débute par un poste de chargé de cours de rhétorique au lycée d’Avignon (1877-1878). Il est membre de l’École française de Rome de 1878 à 1880, participe à des fouilles archéologiques à Rome et en Sicile, il prépare alors ses thèses de doctorat ès lettres. Il soutient ces-dernières le 14 février 1884, à la Faculté de Paris. La première, en français, est une Histoire du culte des divinités  d’Alexandrie, Sérapis, Isis, Harpocrate et Annubis hors de l’Egypte, depuis les origines jusqu’à la naissance de l’école néo-platonicienne. La deuxième, en latin, aborde la question des concours d'orateurs et de poèmes à l'époque antique. Devenu docteur, il participe à plusieurs soutenances de thèses de doctorat, en qualité de membre du jury, entre 1889 et 1900. 
En 1878, Edmond Saglio, directeur du Dictionnaire des Antiquités grecques et romaines, depuis la mort de Daremberg en 1872, rencontre Georges Lafaye à Rome et l’engage à écrire des articles pour le Dictionnaire : ils y paraissent à partir de 1880.
Nommé maître de conférences en littératures anciennes à la Faculté des Lettres d’Aix-en-Provence (1880-1884), il devient par la suite maître de conférences, puis professeur de langue et littérature latines à la Faculté des Lettres de Lyon (1884-1891). Il occupe les mêmes postes à la Faculté des Lettres de Paris (Sorbonne), de 1891 à 1919. Son champ disciplinaire recouvre ainsi la littérature et la poésie latines.
Georges Lafaye, en avril 1883, épouse Suzanne Saglio, fille d’Edmond Saglio et petite-fille d’Edouard Charton, directeur fondateur du Magasin Pittoresque et du Tour du Monde.
À la mort d’Edmond Saglio en 1911, Georges Lafaye prend la direction de la publication du Dictionnaire des Antiquités grecques et romaines, avec son condisciple à l’École Normale Edmond Pottier. Georges Lafaye était membre de la Société des Antiquaires de France, et chevalier de la légion d’honneur (1909). Spécialiste de la poésie latine, Georges Lafaye a établi et traduit les textes : Poésies de Catulle (Les Belles Lettres 1923), et Les Métamorphoses d’Ovide (Les Belles Lettres 1925-1930),.

## Œuvres
- Histoire du culte des divinités d'Alexandrie : Sérapis, Isis, Harpocrate et Anubis, hors de l'Égypte depuis les origines jusqu'à la naissance de l'école néo-platonicienne, Paris, E. Thorin, 1884 (lire en ligne)
- De poetarum et oratum certaminibus apud veteres, thèse de doctorat, 1884
- Catulle et ses modèles, Paris, Imprimerie nationale, 1894 (lire en ligne)
- Quelques notes sur les Silvae de Stace, premier livre, Paris, Klincksieck, 1896
- Inscriptiones graecae ad res romanas pertinentes avctoritate et impensis Adademiae inscriptionvm et litterarvm hvmaniorvm (4 Vol.), Paris, Ernest Leroux, 1901-1927
- Les Métamorphoses d'Ovide et leurs modèles grecs, Paris, Félix Alcan, 1904 (lire en ligne)
- Inventaire des mosaïques de la Gaule et de l'Afrique : Gaule, t. I, Paris, Ernest Leroux, 1909 (lire en ligne)
- Inventaire des mosaïques de la Gaule et de l'Afrique : Afrique proconsulaire (Tunisie), t. II, Paris, Ernest Leroux, 1910 (lire en ligne)
- Inventaire des mosaïques de la Gaule et de l'Afrique : Afrique proconsulaire, Numidie, Maurétanie, t. III, Paris, Ernest Leroux, 1911 (lire en ligne)

## Traductions
- Catulle, Poésies, Paris, Les Belles Lettres, 1923, 132 p. (ISBN 978-2-251-01022-9, lire en ligne)
- Ovide, Les Métamorphoses : Livres I-V, t. I, Paris, Les Belles Lettres, 1925
- Ovide, Les Métamorphoses : Livres VI-X, t. II, Paris, Les Belles Lettres, 1928
- Ovide, Les Métamorphoses : Livres XI-XV, t. III, Paris, Les Belles Lettres, 1930